# Нижний Тукшум
Нижний Тукшум — село в Шигонском районе Самарской области России. Входит в состав сельского поселения Береговой.

## География
Стоит на реке Тереньгулька, при автодороге 36Н-705.

## История
В 1973 г. Указом Президиума ВС РСФСР посёлок отделения № 3 совхоза «Новодевиченский» переименован в Нижний Тукшум.

## Население
| 2010 |
| ---- |
| 37   |

## Инфраструктура
Личное подсобное хозяйство с зоной сельскохозяйственного использования, индивидуальная застройка усадебного типа.
Основа экономики — сельское хозяйство.

## Достопримечательности
Памятник Воинам, погибшим в Великой Отечественной войне

## Транспорт
Село доступно автотранспортом. 